# Абдулов, Роман
Рома́н Абду́лов (узб. Roman Abdulov; род. 10 мая 1987) — узбекистанский футболист, вратарь.
В первые годы профессиональной карьеры играл за самаркандское «Динамо». В последующие годы играл за «Алмалык» и «Шуртан». В 2016 году вернулся в «Алмалык», но был длительное время травмирован.
В октябре 2018 года был вызван в национальную сборную Узбекистана для участия в товарищеских матчах против сборных КНДР и Катара.